# República Soviética de Naissaar
La República Soviética de los Soldados y Trabajadores de la Fortaleza de Naissaar (estonio: Naissaare Nõukogude Vabariik; ruso: Советская республика матросов и строителей o Советская республика Найссаара) fue una efímera república soviética fundada en la isla de Naissaar (alemán: Nargen; sueco: Nargö), frente a Tallin, por el anarquista Stepán Petrichenko. Tras la Revolución de Octubre, el 25 de noviembre de 1917, la Maapäev, «Dieta provincial», se negó a reconocer al nuevo gobierno bolchevique. El 25 de diciembre, los marineros del Petropávlovsk se hicieron con la isla y proclamaron la república. Estonia se proclamó independiente el 24 de febrero de 1918, pero apenas unos días después Tallin (su capital) fue ocupada por tropas del Imperio alemán e integrada en el Ober Ost. El 26 de febrero, los alemanes se apoderaban sin problemas de Naissaar.